# Campeonato Mundial de Patinaje Artístico sobre Hielo de 1976
El LXXVI Campeonato Mundial de Patinaje Artístico se realizó en Gotemburgo (Suecia) entre el 2 y el 6 de marzo de 1976 bajo la organización de la Unión Internacional de Patinaje sobre Hielo (ISU) y la Federación Sueca de Patinaje Artístico sobre Hielo.  

## Resultados

### Masculino
| Puesto | Nombre           | País                          | Puntos |
| ------ | ---------------- | ----------------------------- | ------ |
| Oro    | John Curry       | Reino Unido                   | 13     |
| Plata  | Vladimir Kovalev | Unión Soviética               | 15     |
| Bronce | Jan Hoffmann     | República Democrática Alemana | 29     |

### Femenino
| Puesto | Nombre           | País                          | Puntos |
| ------ | ---------------- | ----------------------------- | ------ |
| Oro    | Dorothy Hamill   | Estados Unidos                | 10     |
| Plata  | Christine Errath | República Democrática Alemana | 22     |
| Bronce | Dianne de Leeuw  | Países Bajos                  | 22     |

### Parejas
| Puesto | Nombre                            | País                          | Puntos |
| ------ | --------------------------------- | ----------------------------- | ------ |
| Oro    | Irina Rodnina / Alexandr Zaitsev  | Unión Soviética               | 9      |
| Plata  | Romy Kermer / Rolf Österreich     | República Democrática Alemana | 23     |
| Bronce | Irina Vorobieva / Alexandr Vlasov | Unión Soviética               | 28     |

### Danza en hielo
| Puesto | Nombre                                 | País            | Puntos |
| ------ | -------------------------------------- | --------------- | ------ |
| Oro    | Liudmila Pakhomova / Alexandr Gorshkov | Unión Soviética | 9      |
| Plata  | Irina Moiseyeva / Andrei Minenkov      | Unión Soviética | 19     |
| Bronce | Colleen O'Connor / Jim Millns          | Estados Unidos  | 28     |

## Medallero
| Núm. | País                          | Oro | Plata | Bronce | Total |
| ---- | ----------------------------- | --- | ----- | ------ | ----- |
| 1    | Unión Soviética               | 2   | 2     | 1      | 5     |
| 2    | Estados Unidos                | 1   | 0     | 1      | 2     |
| 3    | Reino Unido                   | 1   | 0     | 0      | 1     |
| 4    | República Democrática Alemana | 0   | 2     | 1      | 3     |
| 5    | Países Bajos                  | 0   | 0     | 1      | 1     |
|      | TOTAL                         | 4   | 4     | 4      | 12    |

| Predecesor: Estados Unidos 1975 | Campeonato Mundial de Patinaje Artístico sobre Hielo 1976 | Sucesor: Japón 1977 |

- Datos: Q1279485